# Aednafossen

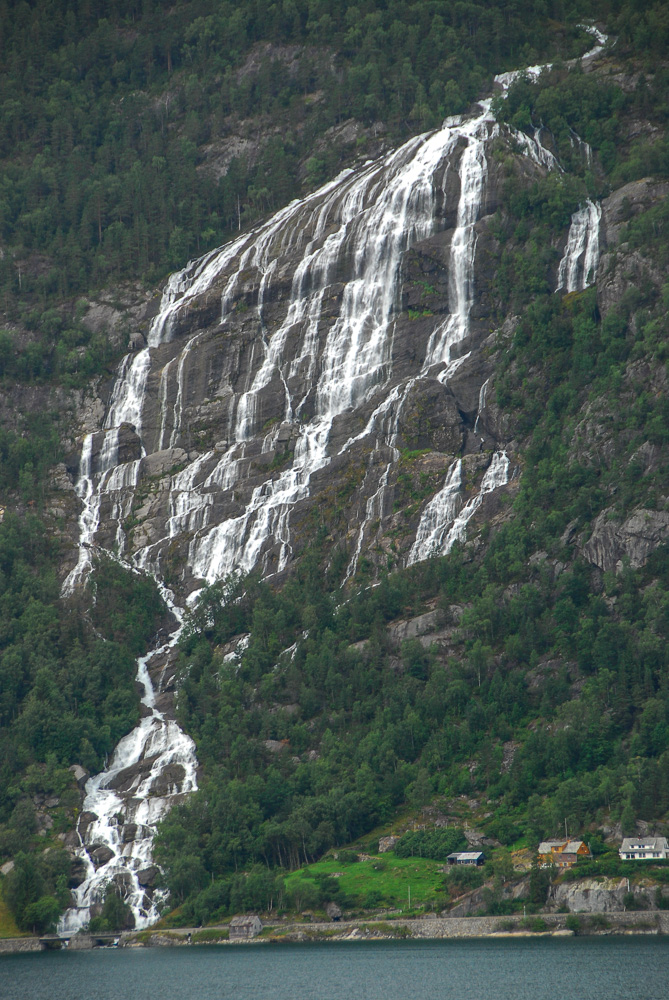
Aednafossen

Aednafossen is een waterval nabij Odda in de provincie Vestland in Noorwegen.
De Aednafossen heeft meerdere namen en wordt ook wel Ednafossen, Ædnafossen of Sagafossen genoemd.
Het water van de rivier Aedna valt van een hoogte van 325 meter in de Sørfjorden. Met een breedte van 170 meter is dit een van de breedste watervallen in Noorwegen. De rivier de Aedna wordt gevoed door het smeltwater van de Folgefonna-gletsjers.